# Sloboda
Sloboda – wieś na Łotwie, w krainie Łatgalia, w novadsie Balvi.